# 화랑세기
《화랑세기》(花郞世記)는 신라 대학자 김대문이 신라시대 화랑도 우두머리인 풍월주 역사를 기록한 책이다. 신라 성덕대왕 재위기간(702년 - 737년) 사이 쓰였다. 《화랑세기》는 김부식이 삼국사기를 서술할 때까지 남아 있었으나, 이후 소실한 것으로 추정했다.

## 필사본 발견
1989년 2월에 남당 박창화가 일본 천황가 보물창고인 일본 궁내청 서릉부에서 필사했다고 주장하는 《화랑세기》 한문 필사본이 김해에서 발견되었다. 1995년에는 162쪽 분량 또 다른 필사본(모본‧母本)이 발견되었다. 이 필사본에는 서기 540년부터 681년까지 풍월주 32명 전기가 담겨 있다.
필사했다고 주장한 《화랑세기》는 유교적 가치관과 사뭇 다른 신라인에 관한 기록이라는 점에서 주목받고 있지만, 현재까지 박창화가 필사한 원본이 발견되지 않았기 때문에 위작 시비가 끊이지 않고 있다.
《화랑세기》 필사본은 구체적인 화랑도 구조, 진골정통(성골 참조), 대원신통(진골 참조), 마복자 등 신라 사회에 관한 새로운 기록을 많이 전하고 있다. 문화방송 드라마 《선덕여왕》은 이 필사본을 소재로 삼고 있다.

## 위서론

### 용수 문제
용수(龍樹) 혹은 용춘(龍春)은 바로 김춘추 즉 태종무열왕의 아버지다. 《삼국사기》나 《삼국유사》에서는 용수와 용춘이 동일인물이라고 기록하고 있으나, 필사본 《화랑세기》는 용수와 용춘이 형제지간이었다고 한다. 그런데 용수의 사망시기에 대한 필사본 《화랑세기》의 기록은 황룡사탑의 중수기에 보이는 용수의 사망시기에 대한 기록과 배치된다. 선덕여왕이 즉위한 이후에도 용수는 생존했었음을 알 수 있다. 반면 필사본 《화랑세기》는 선덕여왕이 즉위하기 전에 용수가 죽었고, 그 처와 아들을 아우인 용춘이 부양하는 책임을 맡았다고 하고 있다.

### 세종 문제
《삼국유사》에 따르면 세종(世宗)은 금관가야(金官伽倻)의 마지막 임금 구형왕의 장남으로 《삼국사기》에는 노종으로 등장하며, 532년 구형왕이 신라에 항복하고 본국을 식읍으로 받자 이를 따라 그 동생 무덕(삼국유사의 무득), 무력과 함께 신라에 귀순하였다. 즉 김유신의 큰할아버지가 되는데, 여기서 세종이라는 이름은 곧 누리+부와 같으므로 세종은 단양적성비의 내례부지(대아간지), 《삼국사기》 〈거칠부전〉의 노부(파진찬), 북한산비의 내부지(일척간), 마운령비의 내부지(이간), 《삼국사기》 〈신라본기〉의 노리부(이찬 상대등)와 동일인으로 추정되어 대아찬, 파진찬, 이찬으로 승진하는 행적을 비교적 자세히 알 수 있다.
그러나, 《화랑세기》에서는 영실(英失)과 보현공주(普賢公主)의 아들 노리부(弩里夫, 사도태후의 오라비), 태종(苔宗)과 지소태후(只召太后)의 아들 세종(6대 풍월주, 미실의 지아비)만이 등장할 뿐, 구형왕의 아들인 세종이나 노리부에 대한 기록은 없다. 오히려 작중 15세 유신공의 세계에서는 구형왕의 아들로 무력, 무득만이 등장하고 세종이 누락되어 있다.
이에 대해 진서론은 삼국유사의 기록에 문제가 있으며, 구형왕의 아들 세종과 풍월주 세종이 동명이인이라고 주장한다. 그러나, 이 계보는 삼국유사와 삼국사기에 반복되어 나타나고 있으므로 오류일 가능성이 희박하며, 김태식은 자신의 저서에서 동시대에 두세 명의 동명이인이 활동했다는 화랑세기의 기록이 거칠부와 황종이 서로 싸웠다고 하는 것만큼 무리한 것이라고 혹평한 바 있다.

### 박창화의 다른 저술
박창화가 저술한 다른 책들의 성격도 진위를 판별하는 논거가 될 수 있다. 그가 지은 것 중 '도홍기', '홍수동기', '어울우동기' 같은 음란 소설이 많다. 그가 쓴 수십권이 넘는 책 중 성이 모티브가 되는 것이 많다. 그리고 박창화가 위서를 만들려 한 예가 있다. 그가 남긴 유고에 '유기추모경'이 있다. 유기는 고구려 초기에 편찬된 사서의 이름이고 추모는 주몽의 다른 표기이다. 박창화가 썼으면서 고려 시대의 인물인 황주량이 왕명을 받아 쓴 것으로 하고 있다. 그러나, 유기추모경과 동일한 내용을 담고 있는 박창화의 다른 유고인 '추모경'은 한지에 쓰여 있고 황주량에 대한 기록이 없다.

### 금석문
등장인물 총 420명 중에 다른 사료에서 나타나지 않고 화랑세기 필사본에서만 보이는 인물은 240여 명인데, 신라 금석문에서 독자적으로 확인되는 인물이 없다. 반면 타 사료에서 발견되는 180명 중 24명은 금석문에서 확인이 되었다. 또한, 필사본에서 신라 왕을 제(帝)나 대제(大帝)라 했지만 이 역시 금석문에서 찾아볼 수 없다는 지적이 있다.

### 박창화 자신이 존재 부정
광복 이후에 박창화가 쓴 글에 의하면, 한국 역사는 삼국사기, 고려사, 이조실록이며, 삼국사기 이전은 약간의 전설뿐이라고 주장하고 있다. 광복 이전에 화랑세기 진본을 필사한 사람이라면 이런 표현을 할 이유가 없으며, 스스로 생전에 필사본 화랑세기에 대한 언급을 한 일도 없다.

## 진서론

### 향가 문제
필사본 《화랑세기》에는 향가가 한 수 기록되어 있는데, 진서론자들은 아마추어 역사가인 박창화가 향찰로 향가를 창작한다는 것은 불가능하다고 여겨 진서론의 근거로 사용한다.
하지만 이는 학자들마다 의견이 분분하여 위서론자들까지 위서론의 근거로 삼고 있는 실정이다.
진서론자들은 《화랑세기》필사본이 박창화가 1930~1940년대 일본 궁내성 왕실도서관(도서료. 오늘날의 서릉부)에서 사무 촉탁으로 근무하면서 도서관 내의 《화랑세기》를 필사한 것이라며, 일제강점기 말에는 국어학자들도 향가를 겨우 한두줄 해석하는 수준이었기 때문에, 미실이 연인인 사다함에게 보내는 향가인 <송출정가> 등이 향가의 형식을 빌어 창작되었다고 보기 어렵다고 주장한다.
1942년에 와서야 양주동 선생이 한국인으로서는 처음으로 향가 25수 전편의 해독집인 <조선고가연구>을 출판하였다. 진서론자들은 향가에 대한 해석조차 어려운 일제강점기에 아마추어 역사가인 박창화가 향가를 창작한다는 것은 불가능하다고 여겨 진서론의 근거로 사용한다.

### 용수·용춘 형제 문제
《화랑세기》에 따르면 진지왕(眞智王, ?~579)에게는 용수와 용춘 두 아들이 있었고, 형인 용수가 천명공주(天明公主)와 혼인하여 춘추를 낳았으나 후에 동생 용춘이 천명공주를 아내로 삼고 춘추를 아들로 삼았다고 한다.
이에 따르면 용수와 용춘이 형제인 두 사람이 되나, 기존의 전통적인 사료 및 해석에 의하면 용수는 용춘의 이명(異名)으로 알려져 있다. <대역 화랑세기>의 역주해자인 서강대학교 사학과 교수 이종욱은 <대역 화랑세기>에 "《삼국사기》 태종무열왕 즉위조에는 무열왕이 진지왕의 아들인 이찬 용춘의 아들이라고 나온다. 《삼국유사》 왕력편에는 용춘은 일작 용수라고 되어 있다. 이와 같이 《삼국사기》와 《삼국유사》의 기록은 용춘과 용수를 동일인으로 보고 있으나, 《화랑세기》를 통하여 형제였다는 것을 알 수 있다."라고 하였다.

### 노비
서울대학교 경제학과 교수 이영훈은 화랑세기 필사본에 나타난 노(奴)와 비(婢)는 현재 알려져 있는 천민(賤民)과 전혀 다른 개념으로, 20세기에 창작해낼 수 없는 내용이라고 주장했다.

### 구지
화랑세기에는 무관랑(武官郞)이 월성(月城)의 궁궐 담장을 넘다가 '구지(溝池)'에 빠져 죽었다는 기록이 있고, 이것은 다른 사료에서 발견되지 않은 기록이다. 구지란 일종의 해자(垓子, 성 주위를 둘러 판 방어용 인공 연못)로 보이는데, 이 구지로 추측되는 연못 유적이 박창화가 사망한 이후에 발견되었다.
이 내용은 삼국사기 사다함(斯多含) 조에 보면 나오는 내용으로 사다함의 친구 무관랑이 해자에 빠져 죽었으며 사다함이 이를 슬퍼하였다는 내용이 있다.

### 진평왕
화랑세기 필사본에는 기존 사서 어디에도 생몰 연대가 밝혀져 있지 않은 신라 26대 진평왕(眞平王, 재위 579-632)이 13살에 즉위했다는 기록이 있다. 연합뉴스의 김태식 기자는 삼국사기를 분석하여 이 기록이 정확하다고 주장했다.

## 같이 보기
- 삼국 시대
- 대한민국의 역사

## 참고 자료
- 이종욱 역주해 (2005년 10월 15일). 《대역 화랑세기》. 소나무. 243쪽. ISBN 9788971395462.